# Beyla Corona
Beyla Corona est une corona, formation géologique en forme de couronne, située sur la planète Vénus par 26,5° N et 15,5° E. Elle est localisée dans le quadrangle de Bereghinya Planitia. Elle a été nommée en référence à Beyla, déesse nordique de la Terre. 

## Géographie et géologie
Beyla Corona couvre une surface circulaire d'environ 400 km de diamètre. Cette formation fait partie des 59 coronae de plus de 400 km de diamètre sur la surface de Vénus.